# Капитан Америка (фильм, 1990)
«Капитан Америка» (англ. Captain America) — художественный фильм, основанный на комиксе Marvel Comics о супергерое по имени Капитан Америка.

## Сюжет
1936 год. В фашистской Италии солдаты врываются в дом, в котором в этот момент маленький Таджио де Сантис (Массимилио Массими) играет на рояле. Его отца и мать убивают. На столе при этом стоит магнитофон, который записывает на плёнку звук всего происходящего. Мальчика похищают для секретного эксперимента по созданию солдата с большими физическими и умственными способностями. Доктор Мария Васелли (Карла Кассола), работающая над этим проектом, отказывается участвовать в происходящем, когда видит мальчика. Ей удаётся сбежать, но мальчик подвергается воздействию прибора и впоследствии становится известен как «Красный Череп» (Скотт Паулин).
7 лет спустя, в 1943 году, президенту США рассказывают о проекте «Возрождение» — доктор Вассели сбежала из Италии и готова помочь в создании суперсолдата, аналогичного немецкому Красному Черепу. Для этого выбирают молодого Стива Роджерса (Мэтт Сэлинджер). Перед отъездом в лабораторию он прощается со своей девушкой Бернис Стюарт (Ким Гиллингэм), которая обещает ждать его вечно. Стив проходит эксперимент. Сразу после этого доктора Васелли убивает немецкий шпион, что означает, что Стив — первый и последний суперсолдат. Его отправляют на задание в Германию, снарядив его особой формой и круглым щитом со звездой. Ворвавшись на немецкую базу, Капитан Америка пробивается к ракете, используя свой щит для защиты от пуль и в качестве метательного оружия. Однако около ракеты Красный Череп побеждает его. Привязав Капитана Америку к ракете, Череп даёт команду на запуск. Капитан хватает его за руку, и Череп отрезает себе её ножом.
Подлетая на ракете к Нью-Йорку, Капитан Америка смог изменить её направление и спас город от катастрофы. Когда он пролетал над одним из домов, его сфотографировал маленький Том Кемпбэлл (Гэретт Рэтлиф Хенсон). Капитан приземлился на Аляске, его засыпало снегом. Наступают 90-е годы, Том Кемпбелл вырастает (далее его роль исполняет Ронни Кокс) и становится президентом США. Кемпбелл проводит экологическую кампанию по защите окружающей среды, хотя генерал Флеминг (Даррен Макгейвин) пытается отговорить его. Тогда Флеминг договаривается с Красным Черепом, чтобы они похитили президента и сделали его своей марионеткой.
На Аляске находят замороженного Капитана Америку, откапывают его, он убегает. Об этом с удивлением узнаёт президент Кемпбелл, догадывается, что именно этого суперсолдата он видел в детстве, и поручает своему другу детства Сэму Колавецу (Нед Битти) разыскать Капитана. Однако Красный Череп посылает свою дочь Валентину де Сантис (Франческа Нери), чтобы убить Капитана. Капитан и Сэм встречаются, Валентина нападает, но неудачно. Сэм рассказывает Капитану, что прошло 50 лет, и что теперь им нужна его помощь, потому что в Риме на президента может быть совершено покушение. Капитан не верит Сэму, предполагает, что он может быть немецким шпионом. Он сбегает, встречается со своей постаревшей любимой Бернис и её дочерью Шэрон (эту роль тоже исполняет Ким Гиллингэм) и убеждается, что Сэм говорил ему правду.
Мафиозная группа, подчиняющаяся Валентине, убивает Бернис, ранит отца Шэрон и убивает Сэма Колавеца. Капитан Америка узнаёт из новостей, что президента США похитили. Вместе с Шэрон он находит старинную лабораторию, где его когда-то превратили в суперсолдата, обнаруживает в ней дневник доктора Васелли, сбегает от преследующей его Валентины и отправляется в Италию, на поиски информации о семье мальчика, который превратился в Красного Черепа. Там он и Шэрон находят аудиокассету с записью, на которой слышны события начала фильма, когда убивают родителей Таджио де Сантиса.
Тем временем похищенного президента готовят к операции по установлению над ним контроля. Шэрон и Капитан направляются к замку, где находится президент, но из-за погони разделяются. Президент сбегает из своей клетки, оказывается на крыше и, чтобы не даться Красному Черепу, прыгает вниз, где его ловит Капитан Америка. Затем происходит несколько перестрелок, в одной из сцен Президент наталкивается на предателя — генерала Флеминга, и отправляет его в нокаут. Шэрон тем временем расправляется с Валентиной. В финале Красный Череп начинает запуск ядерной боеголовки, но Капитан включает запись из детства Таджио де Сантиса. Красный Череп отвлекается, узнав эти звуки, и Капитан попадает в него щитом. Детонатор не срабатывает. Президент спасен.

## В ролях
| Актёр              | Роль                           |
| ------------------ | ------------------------------ |
| Мэтт Сэлинджер     | Стив Роджерс / Капитан Америка |
| Ронни Кокс         | Президент Том Кимпбэлл         |
| Скотт Паулин       | Красный Череп                  |
| Нед Битти          | Сэм Колавец                    |
| Даррен Макгейвин   | Генерал Флеминг                |
| Майкл Нури         | Полковник Льюис                |
| Ким Гиллингем      | Бернис Стюарт / Шэрон          |
| Мелинда Диллон     | Миссис Роджерс                 |
| Билл Мами          | Генерал Флеминг в молодости    |
| Франческа Нери     | Валентина де Сантис            |
| Массимилио Массими | Таджио де Сантис               |
| Карла Кассола      | доктор Мария Васелли           |
| Уэйд Престон       | Джэк                           |

## Релиз
Номинальная кинотеатральная премьера состоялась в августе 1990 года, чтобы совпасть с пятидесятой годовщиной появления комиксов о Капитане Америке. Однако широкий кинотеатральный прокат заявлялся на осень 1990 года или зиму 1991 года. Однако фильм так и не был выпущен. Фактический дебют состоялся прямо на видео и по кабельному телевидению в Соединённых Штатах летом 1992 года. На международном уровне фильм был выпущен в ограниченный кинотеатральный релиз.
В 2013 году фильм был показан в кинотеатре Сан-Диего, в рамках Comic-Con. В том же году фильм дебютировал на Cinemax в Азии.

## Критика
Фильм подвергся жестокой критике. На сайте Rotten Tomatoes он имеет «гнилой» рейтинг и 8 % одобрения, основанный на профессиональных 13 рецензиях. Консенсус гласит: «Не имея сценария, бюджета, направления или звезды, способных оправдывать исходный материал, этот Капитан Америка должен был остаться под льдом».
В одном из обзоров Entertainment Weekly критик Фрэнк Ловече заявил: «Фильм не просто неправильный для детей — он открывается в довоенной Италии с последовательностью на итальянском языке с субтитрами и пулемётным убоем — это просто всё неправильно», осудил «бесформенный кусок сюжета» и выдал фильму оценку «F».
В 2016 году Нил Кэлловей из Flickering Myth сказал: «Это не хороший фильм, и он действительно интересен только как прекурсор КВМ для хардкорных поклонников Marvel».

## Домашний выход
Фильм был впервые выпущен прямо в видео на VHS и LaserDisc в 1992 году.
На DVD в рамках серии выпущенных серий MGM с ограниченным тиражом.
Blu-ray диск фильма был выпущен Shout! Factory 21 мая 2013 года в качестве коллекционного издания, в котором представлена широкоформатная HD-презентация и новые интервью с режиссёром Пюном и звездой Сэлинджером.